# 體育評述員

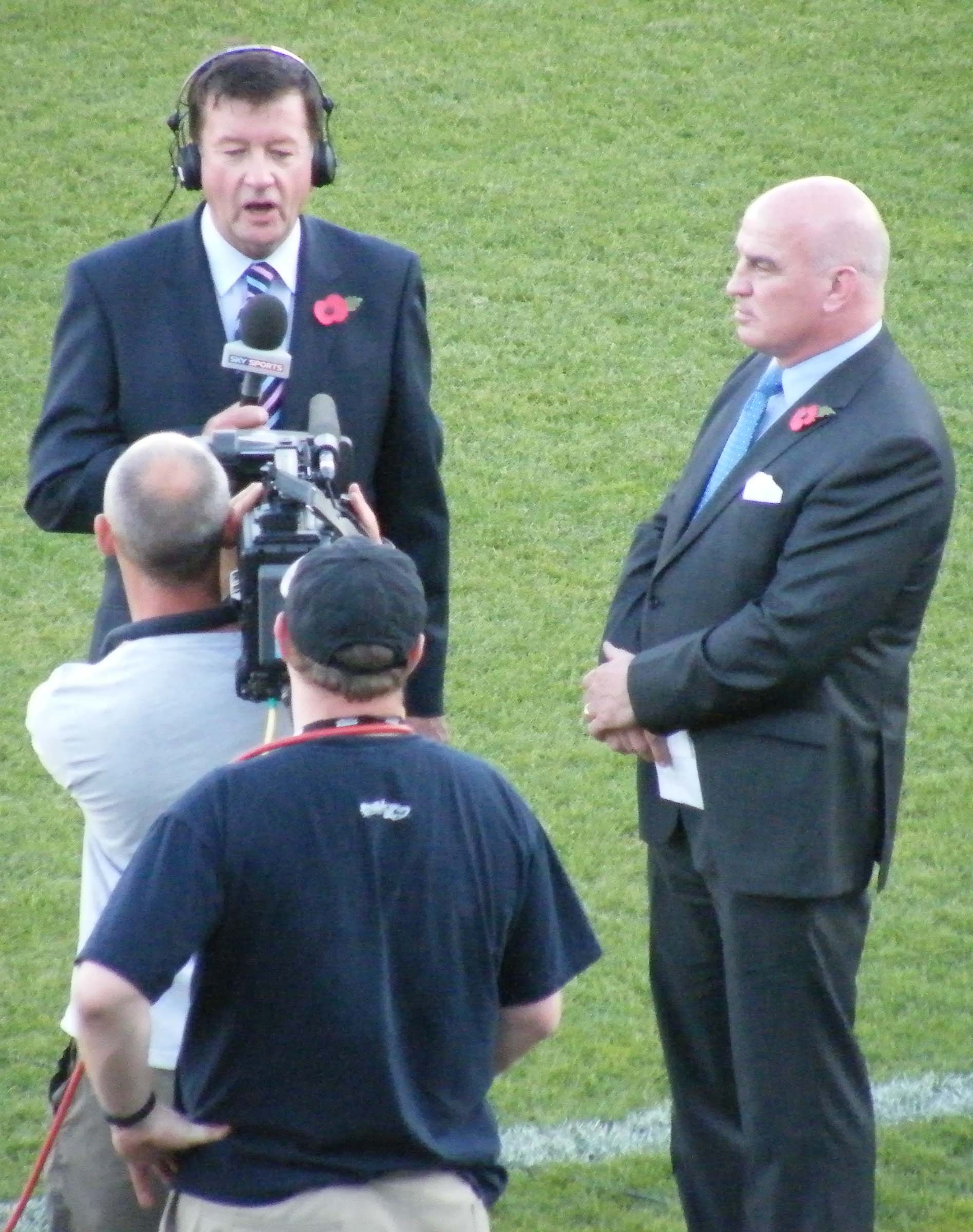
英國橄欖球評述員正在評述比賽。

体育解说员（中國大陸慣稱）、體育主播（臺灣慣稱）或體育評述員（香港慣稱，又曰旁述員，俗稱講波佬），是在體育比賽的電視或電台直播中，作出即時傳述比賽之人員，他們除了會評述賽事概況外，亦會按照自己的專業意見加以分析。在足球、籃球等運動都有評述員，但足球評述員較多是留在場裡評述，而籃球評述員則會獲安排在球場內作出評述。評述員在比賽進行期間甚少會亮相熒幕，一般只會在賽前賽後或中場休息等時間露面作出技術分析等非即時評述之工作。評述員旁邊常會有球評負責評論。